# ألفية 8 ق.م
في الألفية الثامنة قبل الميلاد الزراعة بدأت تمارس على نطاق واسع ويصبح في منطقة الهلال الخصيب والأناضول.
الفخار ينتشر على نطاق واسع (مع التنمية المستقلة في أمريكا الوسطى) ، وتربية الحيوانات (الرعي) ينتشر في أفريقيا وأوراسيا. عدد سكان العالم تقريبا 5 ملايين.

## أحداث
- في عام 8000 قبل الميلاد انتهاء العصر الجليدي.